# Największy postęp niemieckiej Bundesligi koszykarskiej
Największy postęp niemieckiej Bundesligi koszykarskiej – nagroda przyznawana co sezon (od rozgrywek 2002/2003) przez niemiecką Bundesligę koszykarską zawodnikowi, który poczynił największy postęp w swojej grze, podczas rozgrywek sezonu zasadniczego.

## Laureaci
| Zawodnik (X) | Oznacza kolejną nagrodę, przyznaną temu samemu zawodnikowi |

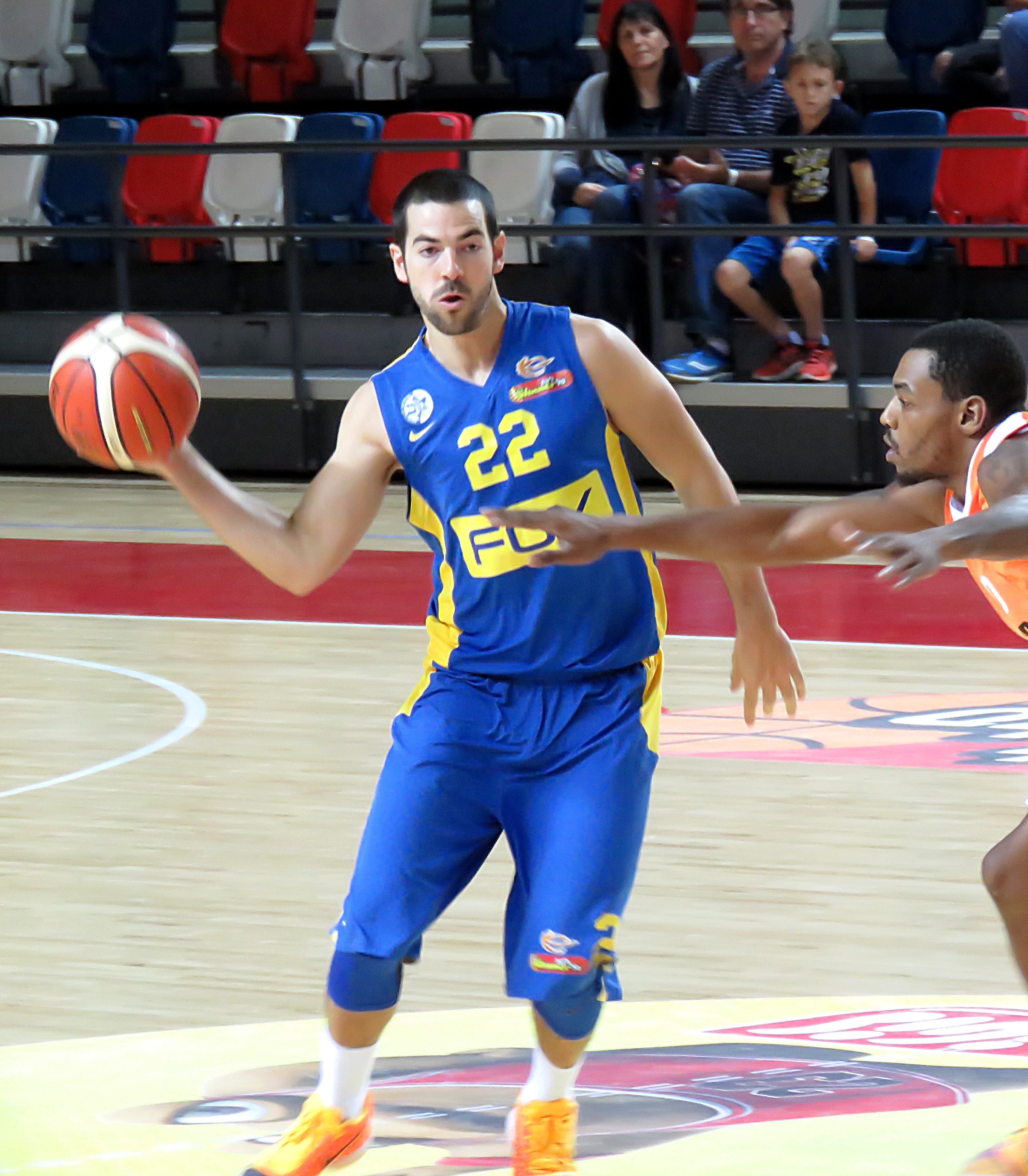
Taylor Rochestie otrzymał nagrodę w 2010.

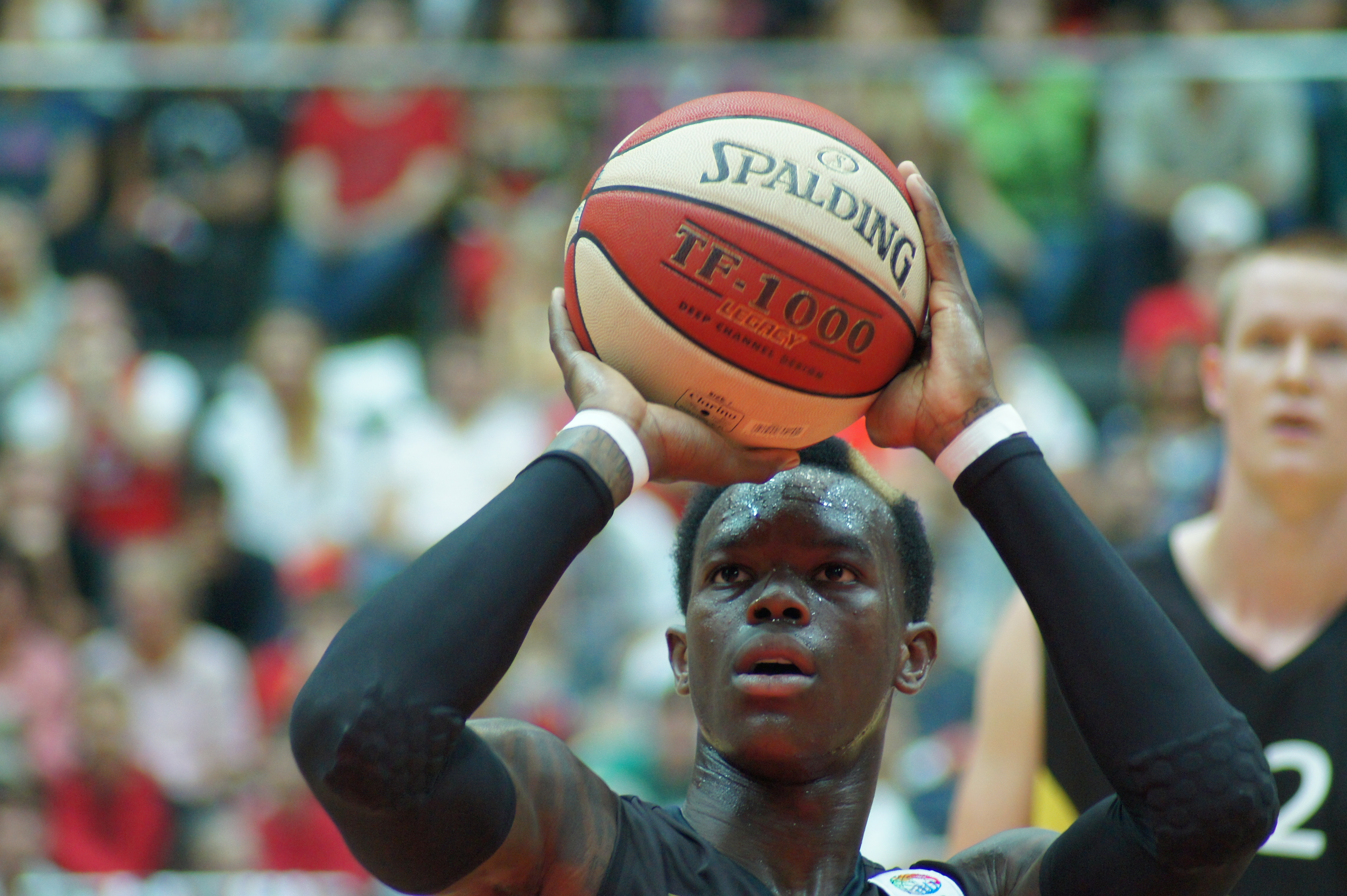
Dennis Schröder to laureat nagrody z 2013.

Adnotacja: Flagi prezentują narodowość, którą zawodnik legitymuje się w rozgrywkach FIBA. Zawodnicy mogą posiadać również inne obywatelstwa, spoza obszaru funkcjonowania FIBA, nie zostały one tutaj uwzględnione.
| Sezon                                                      | Zawodnik                                                   | Pozycja                                                    | Nar.                                                       | Zespół                                                     | Przyp.                                                     |
| Najlepszy nowo przybyły zawodnik ligi(2002/2003–2009/2010) | Najlepszy nowo przybyły zawodnik ligi(2002/2003–2009/2010) | Najlepszy nowo przybyły zawodnik ligi(2002/2003–2009/2010) | Najlepszy nowo przybyły zawodnik ligi(2002/2003–2009/2010) | Najlepszy nowo przybyły zawodnik ligi(2002/2003–2009/2010) | Najlepszy nowo przybyły zawodnik ligi(2002/2003–2009/2010) |
| ---------------------------------------------------------- | ---------------------------------------------------------- | ---------------------------------------------------------- | ---------------------------------------------------------- | ---------------------------------------------------------- | ---------------------------------------------------------- |
| 2002–03                                                    | Steffen Hamann                                             | PG                                                         | Niemcy                                                     | Brose Baskets                                              |                                                            |
| 2003–04                                                    | Demond Greene                                              | SG                                                         | Niemcy                                                     | Bayer Giants Leverkusen                                    |                                                            |
| 2004–05                                                    | Anton Gavel                                                | SG                                                         | Niemcy                                                     | Gießen 46ers                                               |                                                            |
| 2005–06                                                    | Andrew Wisniewski                                          | PG                                                         | Stany Zjednoczone                                          | Telekom Baskets Bonn                                       |                                                            |
| 2006–07                                                    | Je'Kel Foster                                              | SG                                                         | Stany Zjednoczone                                          | EnBW Ludwigsburg                                           |                                                            |
| 2007–08                                                    | Bobby Brown                                                | PG                                                         | Stany Zjednoczone                                          | Alba Berlin                                                |                                                            |
| 2008–09                                                    | Rocky Trice                                                | SG                                                         | Stany Zjednoczone                                          | BG Getynga                                                 |                                                            |
| 2009–10                                                    | Taylor Rochestie                                           | SG                                                         | Czarnogóra                                                 | BG Getynga                                                 |                                                            |
| Największy postęp ligi (2010/2011–2014/2015)               |                                                            |                                                            |                                                            |                                                            |                                                            |
| 2010–11                                                    | Philip Zwiener                                             | SF                                                         | Niemcy                                                     | TBB Trier                                                  | [ 1 ]                                                      |
| 2011–12                                                    | Maik Zirbes                                                | C                                                          | Niemcy                                                     | TBB Trier                                                  | [ 2 ]                                                      |
| 2012–13                                                    | Dennis Schröder                                            | PG                                                         | Niemcy                                                     | New Yorker Phantoms Braunschweig                           | [ 3 ]                                                      |
| 2013–14                                                    | Danilo Barthel                                             | PF                                                         | Niemcy                                                     | Fraport Skyliners                                          | [ 4 ]                                                      |
| 2014–15                                                    | Johannes Voigtmann                                         | C                                                          | Niemcy                                                     | Fraport Skyliners                                          | [ 5 ]                                                      |

## Nagrody według narodowości
| Kraj              | Liczba nagród |
| ----------------- | ------------- |
| Niemcy            | 8             |
| Stany Zjednoczone | 4             |
| Czarnogóra        | 1             |

## Nagrody według klubu
| Kraj                             | Liczba nagród |
| -------------------------------- | ------------- |
| TBB Trier                        | 2             |
| Fraport Skyliners                | 2             |
| BG Getynga                       | 2             |
| New Yorker Phantoms Braunschweig | 1             |
| Telekom Baskets Bonn             | 1             |
| Alba Berlin                      | 1             |
| EnBW Ludwigsburg                 | 1             |
| Gießen 46ers                     | 1             |
| Brose Baskets                    | 1             |
| Bayer Giants Leverkusen          | 1             |